# Refugio de Vida Silvestre Senda Verde
El Refugio de Vida Silvestre Senda Verde es un Centro de Custodia de Animales Silvestres y Refugio Ecoturístico de administración privada ubicado en Yolosa, provincia Nor Yungas del Departamento de La Paz, a 7 km de la población de Coroico.
El Centro se dedica a brindar cuidados adecuados a los animales provenientes del tráfico de fauna en un ambiente natural, bajo condiciones de manejo técnico y científico.

## Animales del albergue

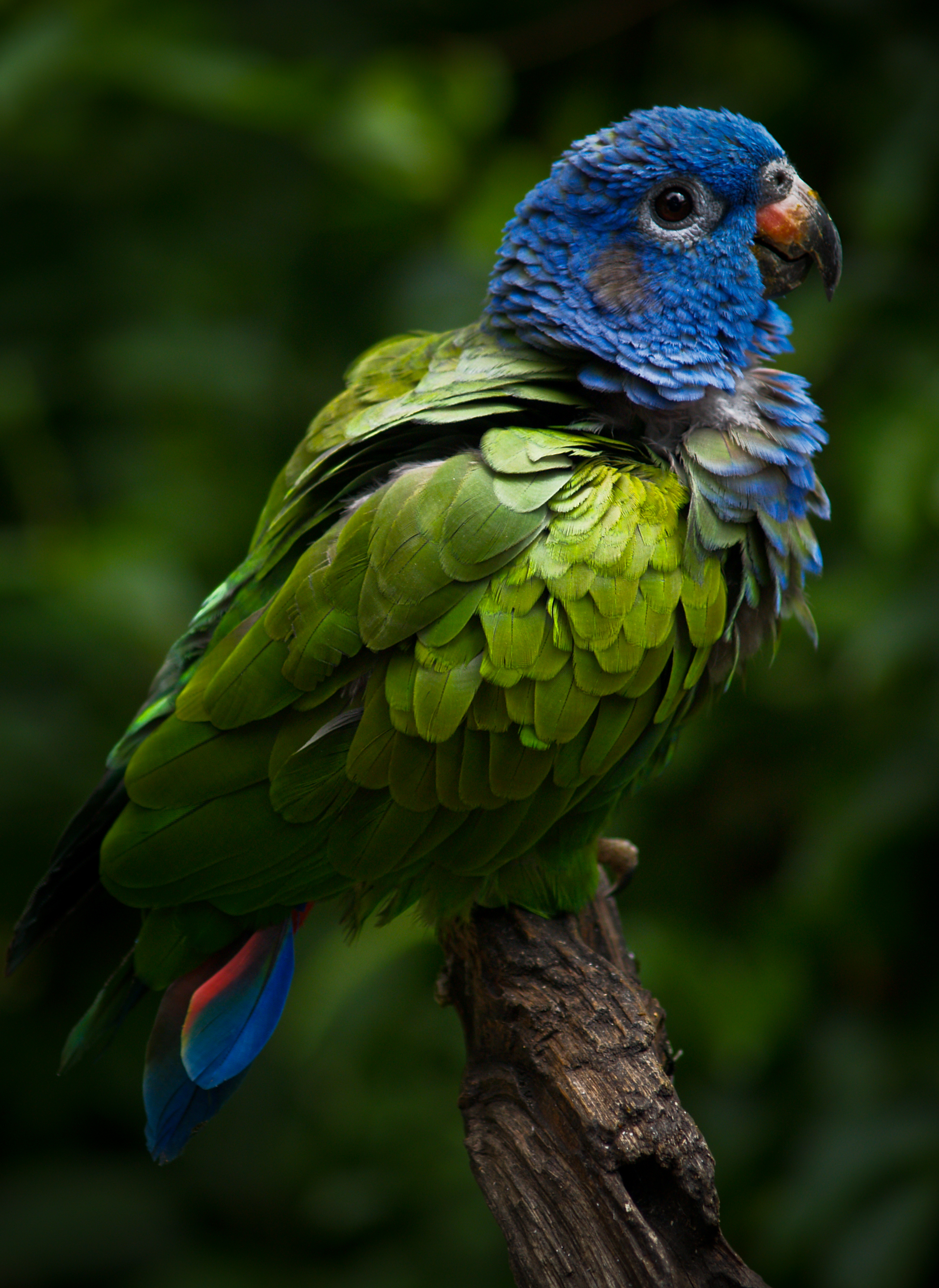
Pionus menstruus

Alberga 785 animales rescatados pertenecientes a 36 especies distintas, 170 mamíferos, 220 aves y 260 reptiles.
Senda Verde es conocido por haber brindado hogar a los osos jucumaris Aruma, Tipnis y Ajayu, rescatados de condicionas adversas, así como a  monos, loros, parabas, boas, osos, tejones, gatos de monte y caimanes.
El refugio recibe animales víctimas de tráfico, arrancados de su hábitat natural para el comercio, así como especies humanizadas por la crianza en calidad de mascotas, animales que son decomisados por entidades como POFOMA,  Policía Forestal y Preservación del Medio Ambiente.

## Voluntariado
El Centro es también conocido por recibir voluntarios de todas partes del mundo.

## Incidentes
En octubre de 2018 el Refugio sufrió la inundación de sus instalaciones por el desborde del Río Coroico durante una lluvia inusual para la época del año.